# Пэдалван
Пэдалван — один из основных корейских титулов го, существовавший с 1993 по 2000 годы. В переводе с корейского название титула обозначает Король го. Финальный розыгрыш титула Пэдалван проходил в виде из 5 партий; контроль времени составлял по 3 часа каждому игроку, размер коми составлял 6.5 очков. Первым обладателем титула был Ли Чхан Хо, последним — Ли Седол.

## Обладатели титула
| Год  | Обладатель | Финалист   | Счёт |
| ---- | ---------- | ---------- | ---- |
| 1993 | Ли Чхан Хо | Чо Хунхён  | 3-2  |
| 1994 | Ли Чхан Хо | Чо Хунхён  | 3-0  |
| 1995 | Ли Чхан Хо | Чо Хунхён  | 3-1  |
| 1996 | Ли Чхан Хо | Чо Хунхён  |      |
| 1997 | Ли Чхан Хо | Чо Хунхён  | 3-1  |
| 1998 | Ю Чханхёк  | Ли Чхан Хо | 3-0  |
| 1999 | Ю Чханхёк  | Чо Хунхён  | 3-2  |
| 2000 | Ли Седол   | Ю Чханхёк  | 3-2  |